# Creatonotos gangis
Creatonotos gangis — вид метеликів родини ведмедиць (Arctiinae) родини еребід (Erebidae).

## Поширення
Creatonotos gangis поширений у Південно-Східній Азії та частині Австралії. Азійський ареал включає Індонезію, Індію, Шрі-Ланку, Китай, Японію, Таїланд та Нову Гвінею. В Австралії вид поширений у північних частинах Західної Австралії, Північної Території та Квінсленду.